# Отворено првенство Кореје у тенису
Отворено првенство Кореје или Hansol Korea Open је професионални тениски турнир за жене. Од 2009. сврстава се у категорију Међународних турнира. Одржава се сваке године, почетком септембра у Сеулу, у Јужној Кореји.
Игра се на отвореном, на тврдој подлози у две категорије, појединачно (32) и у игри парова (16), са наградним фондом од 220.000 долара.
Турнир је први пут одржан 2004, а победница је била Марија Шарапова.

## Поени и новчана награда 2011.
После реорганизације такмичења и новог рангирања ВТА турнира, турнир уместо дотадашње IV категорије постаје Међународни са наградним фондом од 220.000 долара. Самим тим повећане су награде, као и рејтинг бодова који се могу добити на овом турниру. То сада изгледа овако:
| Пласман       | Поени | Новчана награда |
| ------------- | ----- | --------------- |
| Победа        | 280   | 37.000 $        |
| Финале        | 200   | 19.000 $        |
| Полуфинале    | 130   | 10.200 $        |
| Четвртфинале  | 70    | 5.340 $         |
| Осмина финала | 30    | 2.950 $         |
| Прво коло     | 1     | 1.725 $         |

| Пласман      | Поени | Новчана награда |
| ------------ | ----- | --------------- |
| Победа       | 280   | 11.000 $        |
| Финале       | 200   | 5.750 $         |
| Полуфинале   | 130   | 3.100 $         |
| Четвртфинале | 70    | 1.650$          |
| Прво коло    | 1     | 860 $           |

## Резултати

### Појединачно
| Година | Победница                   | Финалисткиња            | Резултат           |
| ------ | --------------------------- | ----------------------- | ------------------ |
| 2004.  | Марија Шарапова             | Марта Домаховска        | 6:1, 6:1           |
| 2005.  | Никол Вајдишова             | Јелена Јанковић         | 7:5, 6:3           |
| 2006.  | Елени Данилиду              | Ај Сугијама             | 6:3, 2:6, 7:6(3)   |
| 2007.  | Винус Вилијамс              | Марија Кириленко        | 6:3, 1:6, 6:4      |
| 2008.  | Марија Кириленко            | Саманта Стосур          | 2:6, 6:1, 6:4      |
| 2009.  | Кимико Дате Крум            | Анабел Медина Гаригес   | 6:3, 6:3           |
| 2010.  | Алиса Клејбанова            | Клара Закопалова        | 6:1, 6:3           |
| 2011.  | Марија Хосе Мартинез Санчез | Галина Воскобојева      | 7:6(7:0), 7:6(7:2) |
| 2012.  | Каролина Возњацки           | Каја Канепи             | 6:1, 6:0           |
| 2013.  | Агњешка Радвањска           | Анастасија Пављученкова | 6:7(6:8), 6:3, 6:4 |
| 2014.  | Каролина Плишкова           | Варвара Лепченко        | 6:3, 6:7(5:7), 6:2 |
| 2015.  | Ирина-Камелија Бегу         | Алиаксандра Саснович    | 6:3, 6:1           |
| 2016.  | Лара Аруабарена             | Моника Никулеску        | 6:0, 2:6, 6:0      |
| 2017.  | Јелена Остапенко            | Беатриз Хадад Маја      | 6:7(5:7), 6:1, 6:4 |
| 2018.  | Кики Бертенс                | Ајла Томљановић         | 7:6(7:2), 4:6, 6:2 |

### Парови
| Година | Победнице                            | Финалисткиње                       | Резултат         |
| ------ | ------------------------------------ | ---------------------------------- | ---------------- |
| 2004.  | Јун Ђунг Чо Ми-Ра Ђун                | Џуанг Ђажунг Сје Шувеј             | 6–3, 1–6, 7–5    |
| 2005.  | Џан Јунгжан Џуанг Ђажунг             | Џил Крејбас Натали Грандин         | 6–2, 6–4         |
| 2006.  | Вирхинија Руано Паскуал Паола Суарез | Џуанг Ђажунг Маријана Дијаз-Олива  | 6–2, 6–3         |
| 2007.  | Џуанг Ђажунг Сје Шувеј               | Елени Данилиду Јасмин Вер          | 6–2, 6–2         |
| 2008.  | Џуанг Ђажунг Сје Шувеј               | Вера Душевина Марија Кириленко     | 6–3, 6–0         |
| 2009.  | Џан Јунгжан Абигејл Спирс            | Карли Галиксон Никол Криц          | 6–3, 6–4         |
| 2010.  | Јулија Гергес Полона Херцог          | Натали Грандин Владимира Ухлиржова | 6–3, 6–4         |
| 2011.  | Натали Грандин Владимира Ухлиржова   | Вера Душевина Галина Воскобојева   | 7:6(7:5), 6:4    |
| 2012.  | Ракел Копс Џоунс Абигејл Спирс       | Акгул Аманмурадова Ванја Кинг      | 2:6, 6:2, [10:8] |
| 2013.  | Џан Ђивеј Сју Јифан                  | Ракел Копс Џоунс Абигејл Спирс     | 7:5, 6:3         |
| 2014.  | Лара Арубарена Ирина-Камелија Бегу   | Мона Бартел Менди Минела           | 6:3, 6:3         |
| 2015.  | Лара Арубарена Андреа Клепач         | Кики Бертенс Јохана Ларсон         | 2:6, 6:3, [10:6] |
| 2016.  | Јохана Ларсон Кирстен Флипкенс       | Акико Омае Пеангтарн Плипич        | 6:2, 6:3         |
| 2017.  | Кики Бертенс Јохана Ларсон           | Луксика Кумхум Пеангтарн Плипич    | 6:4, 6:1         |
| 2018.  | Чои Ји-хе Хан На-лае                 | Сје Су-јинг Сје Су-веј             | 6:3, 6:2         |